# تافته مرغابی‌ها

مرغابی سرسبز نر

تافته مرغابی‌ها (به انگلیسی: Mallard complex) به اعضای مرتبط نزدیک از سردهٔ مرغابی‌ها (Anas) مربوط می‌شود که در سرتاسر جهان یافت می‌شوند، و تصور می‌شود همه از یک اجداد مشترک هستند. گونه‌های موجود در تافته مرغابی‌ها از دیدگاه دورگه‌زایی پیاپی در بین دیگر اعضای این تافته شناخته شده‌اند. تمایز ژنتیکی گونه‌های موجود در این مجموعه بسیار دشوار است، احتمالاً به دلیل دورگه‌زایی، حفظ تنوع ژنتیکی اجدادی یا هر دو. تشخیص فنوتیپ‌های تافته مرغابی‌ها، به‌ویژه گونهٔ «مالاردین» (mallardine) به دلیل درگه‌زایی، تلاقی برگشتی و حفظ احتمالی تنوع ژنتیکی نیاکان به گونه‌ها که معمولاً دارای صفتی نیستند، دشوار است. به عنوان مثال، مرغابی سیاه آمریکایی (Anas rubripes)، ممکن است به دلیل حفظ مواد ژنتیکی اجدادی یا به دلیل جریان ژن از مرغابی سرسبز (Anas platyrhynchos) دارای نوارهای سفید دوتایی در بالا و پایین آیینه بالی باشد.

مرغابی سیاه آمریکایی خالص

در میان اعضای آمریکای شمالی این تافته، پژوهشگران با استفاده از مجموعه داده‌های ژنتیکی (با بیش از ۳۰۰۰ جایگاه)، افراد را به گروه‌های طبقه‌بندی خود اختصاص دادند. آنها همچنین توانایی مشاهده میزان جریان ژن بین گونه‌ها و گونه‌های خاص را داشتند. جابجایی اطلاعات ژنتیکی به جمعیت گونه‌های دیگر مدت‌هاست که نگرانی محافظه‌کاران بوده است، زیرا برخی از گونه‌ها ممکن است خلوص ژنتیکی خود را از دست بدهند. به‌ویژه برای گونه‌هایی مانند مرغابی مکزیکی (Anas diazi) به دلیل جمعیت و محدوده محدود آن.

## حفظ گوناگونی ژنتیکی نیاکان
حفظ تنوع ژنتیکی نیاکان می‌تواند ناشی از مرتب‌سازی ناقص دودمان (ILS) و داخل شدن پس از تماس ثانویه باشد. این دو عامل می‌توانند سبب ایجاد تنوع ژنتیکی بین گونه‌های نزدیک به هم شوند که احتمالاً به همین دلیل است که یک مرغابی سیاه آمریکایی یا یک مرغابی خال‌درشت (Anas fulvigula) ممکن است سفیدی چشمگیری روی آیینه بالی خود داشته باشد یا یک مرغابی مکزیکی لکه‌های سبز داشته باشد. این امکان وجود دارد که این فنوتیپ‌های نادرتر در اعضای منتخب مجموعه، ناشی از جریان ژن مرغابی سرسبز نباشد، بلکه در عوض تغییرهای ژنتیکی نیاکان باشد.

## یافته‌های جریان ژنی

اعتبار به دورگه‌های پرندگان

- جریان ژن مرغابی مکزیکی به زیرگونه مرغابی خاتل‌درشت ساحل خلیج (همه انواع)
- جریان ژن مرغابی سیاه به مرغابی خال‌درشت (همه انواع)
- جریان ژن مرغابی سرسبز به مرغابی سیاه (انواع اتوزومی، غیر پرت)
- جریان ژن مرغابی سرسبز به مرغابی‌های مکزیکی (انواع مرتبط با Z)[۱]

## دورگه‌زایی در تافته مرغابی‌ها

تقاطع احتمالی بین مرغابی سرسبز و مرغابی سیاه آمریکایی

همه گونه‌های موجود در تافتهٔ مرغابی‌ها با دیگر اعضا در محدوده‌های همپوشانی دورگه می‌شوند. مرغابی‌های سرسبز، به‌ویژه اهلی و وحشی، دورگه‌زاهای بدنامی هستند، و می‌دانند که اغلب در مجموعه درختی مرغابی و حتی بیرون از سردهٔ مرغابی‌ها هیبرید می‌شوند. تمایل به دورگه‌زایی محافظه‌کاران را نگران کرده است، زیرا جریان ژنی از درخت مرغابی سرسبز ممکن است جمعیت خالص گونه‌های آسیب‌پذیرتر مانند مرغابی مکزیکی را آلوده کند. مرغابی مکزیکی، گونه‌ای با جمعیت نسبتاً کوچک، جریان ژنی را از مرغابی خال‌درشت و مرغابی سرسبز تجربه می‌کند. این رقیق‌سازی ژن‌های خالص به دلیل تمایل گونه‌های موجود در تافته مرغابی‌ها به دورگه‌زایی و متقاطع شدن می‌تواند مشکلاتی را برای خلوص ژنتیکی گونه‌ها ایجاد کند. به‌طور خاص، تلاقی برگشتی می‌تواند بر گونه‌های غیرمرغابی سرسبز تأثیر منفی بگذارد، زیرا اغلب دورگه‌ها با گونه‌های آسیب‌پذیرتر تولیدمثل می‌کنند و منجر به رقیق شدن ژنتیکی بیشتر می‌شود. در مطالعات اسارت با مرغابی سیاه آمریکایی، آشکار شد که دورگه‌ها از قانون هالدین پیروی می‌کنند و ماده‌های دورگه اغلب پیش از رسیدن به بلوغ جنسی می‌میرند.

## تبارزایی
تافته مرغابی سرسبز شاخه بزرگی از سردهٔ مرغابی‌ها (Anas) است که از دوازده گونه نزدیک به هم مرتبط است.
- مرغابی مکزیکی (A. diazi)
- مرغابی سیاه آمریکایی (A. rubripes)
- مرغابی خال‌درشت (A. fulvigula)
- مرغابی سرسبز (A. platyrhynchos)
- مرغابی تُک‌زرد هندی (A. poecilorhyncha)
- مرغابی فیلیپینی (A. luzonica)
- مرغابی لیسان (A. laysanensis)
- مرغابی هاوایی (A.Wyvilliana)
- مرغابی سیاه اقیانوس آرام (A. superciliosa)
- مرغابی ملر (A. melleri)
- مرغابی نوک‌زرد (A. undulata)
- مرغابی سیاه آفریقایی (A.sparsa)